# Західна Канада
55° пн. ш. 115° зх. д. / 55° пн. ш. 115° зх. д.

Західна Канада

За́хідна Кана́да  (англ. Western Canada, фр. Ouest canadien) або Західні провінції Канади — регіон на заході Канади, який складається із трьох Степових провінцій:  Альберта, Саскачеван і Манітоба — та також включає найзахіднішу провінцію Британську Колумбію.
Територія Західної Канади  —  2 908 433 км², приблизно 29 % усієї території Канади. Населення регіону — 10,3 мільйонів (2011) або 30.7 % населення Канади.

## Міста
Головні міста Канади: Едмонтон і Калгарі в Альберті; Саскатун і Реджайна в Саскачевані; Вінніпег у Манітобі; Ванкувер, Вікторія, Абботсфорд і Келона — у Британській Колумбії.

## Економіка
Енергоресурси і сільське господарство домінують у промисловості Західної Канади, завдяки чому Канаду вважають одним із головних експортерів нафто- і електроенергії та сільськогосподарської продукції на світовому ринку.
Енергоресурси у 2011:
- Нафта: 3 % від світових запасів і 4 % світового видобутку.
- Уран: 8 % від світових запасів і 20 % світового видобутку.
- Поташ: 60 % від світових запасів і 30 % світового видобутку.

Сільськогосподарська продукція 2011:
- Пшениця, зерно олійних рослин. Експортує 21 % пшениці на міжнародний ринок; та 10 % зерен олійних рослин
- 80 % канадської ріллі знаходиться в Західній Канаді.